# Zosinek
Zosinek [pronunciación en polaco: /zɔˈɕinɛk/] es un pueblo ubicado en el distrito administrativo de Gmina Chodel, dentro del Condado de Opole Lubelskie, Voivodato de Lublin, en Polonia oriental. Se encuentra aproximadamente a 21 kilómetros al este de Opole Lubelskie y a 30 kilómetros al suroeste de la capital regional Lublin.